# 宮内 (御前崎市)
宮内（みやうち）は静岡県御前崎市の大字。

## 地理
御前崎市の中南部、浜岡地区の東部に位置する。東・北で比木、西・南で佐倉と接する。

### 河川
- 新野川
- 筬川

### 字
40以上の字がある（2015年（平成27年）6月10日現在）。
- 赤砂（あかすな）
- 天ヶ谷（あまがや）
- 池ノ谷（いけのや）
- イブリ
- 打出（うちだし）
- 榎ヶ谷（えのきがや）
- 大兼（おおがね）
- 扇谷（おおぎや）
- 大地ヶ谷（おおちがや）
- 海戸ヶ谷（かいどがや）
- 嘉平新田（かへいしんでん）
- 行事ヶ谷（ぎょうじがや）
- 鯉沢（こいさわ）
- 幸事海戸（こうじかいと）
- 越木ヶ谷（こしきがや）
- 相良想（さがらそう）
- 薩田ヶ谷（さったがや）
- 三堂ヶ谷（さんどがや）
- 椎木海戸（しいのきかいと）
- 砂崎（すなさき）
- 相茂田（そうもた）
- 滝ノ川（たきのかわ）
- 瀧ノ下（たきのした）
- 大海戸（だいかいと）
- 寺ノ前（てらのまえ）
- 東田面（とうだめん）
- 堂ノ前（どうのまえ）
- 苗代（なえしろ）
- 中ノ沢（なかのざわ）
- 西ノ谷（にしのや）
- 西ノ山（にしのやま）
- 東谷（ひがしや）
- 広岡（ひろおか）
- 深見（ふかみ）
- 藤塚（ふじつか）
- 法木原（ほうきばら）
- 見串ヶ谷（みくしがや）
- 南宮内（みなみみやうち）
- 百合海戸（ゆりかいと）
- 吉合（よしあい）
- 吉平ェ谷（よしべえや）
- 和子（わご）

## 歴史

### 沿革
- 1889年（明治22年）4月1日 - 町村制の施行により、城東郡宮内村が同郡佐倉村と合併し、改めて城東郡佐倉村となる[WEB 7]。旧村名は佐倉村の大字として残る[WEB 8]。
- 1896年（明治29年）4月1日 - 郡制の施行により所属郡が小笠郡に変更。
- 1955年（昭和30年）3月31日 – 佐倉村が池新田町・朝比奈村・新野村・比木村と新設合併を行い、浜岡町が発足する。
- 2004年（平成16年）4月1日 – 浜岡町が御前崎町と新設合併を行い、御前崎市となる。

## 施設
- 御前崎市民プール すいすいパーク ぷるる
- アドバンス中部サービス 本社
- おさ川 ふれあい公園

## 交通

### バス
- 御前崎市自主運行バス市内循環線：（御前崎総合病院・浜岡営業所 方面 - ）ぷるる（ - 御前崎海洋センター 方面）

### 道路
- 国道150号
- 静岡県道372号大東相良線

## その他

### 学区
小学校・中学校の学区は以下の通りである。
| 番・番地等 | 小学校                 | 中学校               |
| ---------- | ---------------------- | -------------------- |
| 全域       | 御前崎市立浜岡東小学校 | 御前崎市立浜岡中学校 |

### 警察
警察の管轄区域は以下の通りである。
| 番・番地等 | 警察署     | 交番・駐在所 |
| ---------- | ---------- | ------------ |
| 全域       | 菊川警察署 | 浜岡交番     |

### WEB
1. ↑  “h02_22.csv”.   総務省 (2022年2月10日). 2025年1月9日閲覧。
2. ↑  “静岡県御前崎市 (22223)｜国勢調査町丁・字等別境界データセット”.   人文学オープンデータ共同利用センター. 2025年1月9日閲覧。
3. ↑  “静岡県 御前崎市 宮内の郵便番号 - 日本郵便”.   日本郵便. 2025年1月9日閲覧。
4. ↑  “市外局番の一覧”.   総務省 (2022年3月1日). 2025年1月9日閲覧。
5. ↑  “事業所案内及び管轄地域（事務所3件、分室3件）”.   一般社団法人静岡県自動車会議所. 2025年1月9日閲覧。
6. ↑  “御前崎市大字小字一覧 - 静岡県オープンデータ”.   静岡県 (2015年6月10日). 2025年1月9日閲覧。
7. ↑  “historyofcities.pdf”.   静岡県総務部合併推進室・財団法人静岡県市町村振興協会. 2025年1月9日閲覧。
8. ↑  “解説ページ”.   株式会社エア. 2025年1月9日閲覧。
9. ↑  “通学区域一覧／御前崎市公式ホームページ”.   御前崎市 (2020年6月2日). 2025年1月9日閲覧。
10. ↑  “交番駐在所一覧表｜静岡県警察”.   静岡県警察 (2023年6月12日). 2025年1月9日閲覧。